# Gabrijel Malagrida
Gabrijel Malagrida (18. september ali 6. december 1689 – 21. september 1761) je bil italijanski jezuit in misijonar v portugalski koloniji Braziliji in vplivna osebnost na portugalskem kraljevem dvoru. 

## Življenjepis

### Zgodnje življenje v jezuitskem redu in misijonarstvo
Gabriel Malagrida se je rodil leta 1689 v Menaggiu v Italiji. Oče jebil zdravnik Giacomo Malagrida, mati pa Angela Rusce. V jezuitski red je vstopil v Genovi leta 1711. 1721 se je odpravil iz Lizbone in proti koncu tega leta prispel na otok Maranhão. Od tam je nadaljeval v Brazilijo, kjer je 28 let delal kot misijonar in si pridobil sloves svetega in vplivnega pridigarja in oznanjevalca. 

### Dvorne spletke in izgon
Leta 1749 ga je kraljica poklicala nazaj v Lizbono, kjer ga je s častjo sprejel kralj Ivan V.. 
Leta 1751 se je vrnil v Brazilijo, a je bil leta 1753 odpoklican v Lizbono na zahtevo Marije Ane Avstrijske , vdove po Ivanu V. in matere kralja Jožefa Portugalskega, ki je nasledil na prestolu svojega očeta.

#### Potres v Lizboni 1755
Zaradi velikega ugleda in vpliva na lizbonskem dvoru je Malagrida hudo zasovražil prvi minister Pombal, ki je ravno takrat poskušal obnoviti po potresu 9. stopnje po Richterjevi lestvici porušeno Lizbono. Za ta potres so menda jezuiti pridigali, a Malagrida je v latinščini izdal celo knjigo, v kateri izraža splošno mnenje, da je kazen pravičnega Boga zaradi grešnega ljudstva, zlasti pa zaradi grehov velikašev. V zvezi s tem potresom, v katerem se je izkazal junaka, je napisal tudi knjigo. 
Malagridova knjiga o Lizbonskem potresu iz 1756 izraža ljudsko prepričanje, da so k temu pripomogle tudi kraljeve ljubezenske pustolovščine, ki niso bile skrite niti njegovi ženi. 

#### Zakleti sovražnik Malagridov in jezuitov
Malagrida je izrazil nezadovoljstvo s Pombalovim samodrštvom, kakor tudi ni bil zadovoljen z upravljanjem njegovega brata Pavla, za katerega mu je dal nasvet, naj ga odpokliče s položaja. Vse to je spodbudilo nebrzdano sovraštvo in maščevalnost tako neznačajnega in pohotnega kralja, ki ga je motila stroga jezuitska morala, kot tudi Pombala zoper Malagrida, pa tudi zoper vse jezuite, ki jim ni bila neznana kraljeva razbrzdanost.
Poleg tega oče Gabrijel ministra enkrat iz nevednosti ni pozdravil, kot se za tako visokega gospoda spodobi. Iz maščevanja je Pombal prepričal kralja Jožefa, naj usmeri govorice od svoje osebe na velikaše in jezuite; tako je tudi storil ter novembra 1756 pregnal Malagrida v Setúbal ter izgnal z dvora vse jezuite.

### Raznovrstna preganjanja
O tem podrobno govori zgodovinar Ender, ki našteva številne prostozidarske načine in smeri preganjanja katoliške Cerkve in še zlasti jezuitov. To preganjanje je bilo najraznovrstnejše:
1. Zvito preganjanje. 
  1. Najprej so nastopali zoper dobro ime jezuitov s sramotilnimi lažmi in prevarami: na Portugalskem, v Španiji in na Francoskem
2. Posebno grozovito so preganjali vse prijatelje jezuitov. Zlasti neusmiljeno je bilo
  1. Preganjanje in iztrebljenje plemiške družine Tavora
  2. Sodni umor vojvoda Aveira
  3. Pombal in kralj sta večurno strahovito mučenje sadistično opazovala.
3. Še hujše je bilo nasilno preganjanje jezuitov samih, ki je bilo 
  1. moralno (protijezuitski predpisi, stopnjujoče se prepovedi in nazadnje razpustitev reda), pa tudi
  2. fizično preganjanje zoper lastnino in osebe Družbe Jezusove. Od vseh jezuitov sta se kralj Jožef in markiz Pombal najhuje znesla nad Malgaridom.

#### Najhuje je bil prizadet Malagrida
| Gewaltsame Verfolgung gegen Personen | Nasilno preganjanje zoper osebe |
| --- | --- |
| Malagrida, dieser edle Mann, hatte sich bei der Zerstörung Lissabons durch das furchtbare Erdbeben 1755 ausgezeichnet. Pombal haßte ihn aber wie einen Todfeind. Der Grund des Hasses war, daß der Pater ihn einmal aus Unkenntnis nicht grüßte und ihm gesagt hatte, er solle seinen Bruder aus Maragnon zurückziehen, man sei mit ihm nicht zufrieden. Zudem hatte P. Malagrida dem schwankenden König mit Erfolg Exercitien gegeben, was Pombal wütend machte. Nun klagte man den Pater der Ketzerei (!) an, erklärte ihn für schuldig. Sein Ordensgewand wurde mit allerlei Teufelsfratzen bemalt, auf sein Haupt bekam er eine spitze Papiermütze, in den Mund einen Knedel. So ließ ihn Pombal durch die Stadt führen, wobei auch der König anwesend war. Für all die Dienste, welche P. Malagrida dem König und dem Reiche durch 40 Jahre erwiesen hatte, wurde er nun erdrosselt; seine Leiche wurde verbrannt, die Asche ins Meer geworfen. Dabei feierte der Großinquisitor Carvalho den Abend der Hinrichtung des guten Paters mit einem solennen Festmahl. Gott strafte augenscheinlich. Der Großinquisitor starb plötzlich, gerade als seine Ernennung zum Kardinal eintreffen sollte; Pereira, welcher Festschmaus veranstaltet hatte, starb unter Flüchen eines entsetzlichen Todes. Mansilha wurde wegen Verbrechen zum Tode verurteilt und schließlich zu lebenslänglichem Gefängnis begnadigt. Den König raffte ein Schlag hinweg am 24. Februar 1777. Pombal wurde gestürzt, wegen vieler Verbrechen zum Tode verurteilt und dann von der Königin begnadigt. | Malagrida – ta plemeniti mož - se je odlikoval pri uničenju Lizbone zaradi strašnega potresa leta 1755. Toda Pombal ga je črtel kot smrtnega sovražnika. Razlog za sovraštvo je bil, da ga oče Malagrida nekoč iz nevednosti ni pozdravil in da mu je rekel, naj svojega brata umakne iz Maragnona, ker ljudje niso zadovoljni z njim. Poleg tega je o. Malagrida uspešno držal duhovne vaje omahljivemu kralju, kar je razjezilo Pombala. Zdaj je bil pater obtožen zaradi herezije (!) in spoznan za krivega. Njegov talar je bil poslikan z najrazličnejšimi hudičevimi obrazi, na glavo je dobil koničasto papirnato kapo, v usta pa so mu vrinili klin. Takega je Pombal dal voditi skozi mesto, prisoten pa je bil tudi kralj. Za vse usluge, ki jih je o. Malagrida opravljal za kralja in kraljestvo skozi 40 let, je bil zdaj zadavljen; njegovo truplo so sežgali, pepel pa vrgli v morje. Veliki inkvizitor Pavel Carvalho je proslavljal večer usmrtitve dobrega očeta s slovesno pogostitvijo. Bog pa je to posmehovanje očitno kaznoval. Veliki inkvizitor je nenadoma umrl; ravno takrat, ko naj bi bil prejel imenovanje za kardinala; Pereira, ki je gostijo pripravil, je umrl med bruhanjem groznih kletvin. Mansilha je bil zaradi svojih zločinov obsojen na smrt, kar so mu na koncu spremenili v dosmrtno ječo. Kralja je zadela kap 24. februarja 1777. Pombala so strmoglavili in obsodili na smrt zaradi številnih hudodelstev; nato pa ga je pomilostila (usmiljena) kraljica (ki ga sicer ni marala). |

### Obtožba za zaroto in usmrtitev
Poznavajoč tamkajšnje razmere je uničujoči potres v Lizboni 1755 pripisal Božjemu maščevanju zaradi grešnega življenja na dvoru. 
Prvi minister je vpletel njega in nekaj drugih jezuitov v spodletelo zaroto zoper portugalskega kralja Jožefa. Ker mu udeležbe niso mogli dokazati, niti bi ga kot duhovnika mogli obsoditi zaradi veleizdaje, je prvi minister Pombal, čigar brat je bil glavni inkvizitor, zamenjal sodnika ter tako pod drugim sojenjem priskrbel krive priče, da so tako Malagrida na montiranem procesu obsodili na smrt s sežigom zaradi herezije. 
Zaradi surovega in nečloveškega ravnanja z njim v zaporu je zblaznel in bil nato še sežgan na grmadi.

## Ocena

### Malagrida je bil obsojen po nedolžnem
Brez dokazov je bil Malagrida razglašen za krivega veleizdaje, a ker je bil duhovnik, ga ni bilo mogoče usmrtiti brez soglasja inkvizicije. Medtem so uslužbence inkvizicije, ki so bili naklonjeni do Malagrida, zamenjali s takimi, ki so bili slepo orodje v rokah Pombala, ki ga je obsodil kot heretika in vidca, nakar so ga zadavili v avto-da-feju, njegovo telo pa zažgali. Obtožba krivoverstva temelji na dveh vizionarskih razpravah, ki naj bi ju napisal v zaporu. Njegovo avtorstvo teh razprav ni bilo nikoli dokazano, vsebujeta pa tako smešne izjave, da je moral, če jih je napisal, že prej izgubiti razum v grozotah med svojim dveinpolletnim zaporom. Da ni bil kriv nobene zarote proti kralju, priznavajo celo sovražniki jezuitov. 

### Preganjanje in izgon jezuitov
Ta montirani proces in z njim povezane usmrtitve so bile samo pretveza za že prej načrtovani izgon vseh jezuitov - nekatere so mučili in umorili - s Portugalskega in njenih kolonij, ter zaplembo vsega njihovega premoženja, zlasti šol, ki jih je razsvetljensko usmerjeni Pombal podržavil, iztrgal iz cerkvenih rok, ter jih dal v roke liberalnim posvetnim učiteljem.
| Jesuitenverfogung | Preganjanje jezuitov |
| --- | --- |
| 1. Feinde der Jesuiten – weltliche Personen. In Portugal war es der Todfeind der Jesuiten, Marquis Pombal. Er war ein stolzer Emporkömmling und lüstern nach den angeblich großen Gütern des Ordens. Vom Sohne eines Landmannes hatte er es zum Minister gebracht, der mit König Joseph Emanuel I. Von Portugal Mißbrauch trieb und später wegen Veruntreuungen von Geldern vor Gericht gestellt werden mußte. 2. Ein Jesuitenfresser war auch der Exkapuziner Peter Parisot, ein Schurke erster Klasse. Derselbe wurde von Pombal nach Portugal gerufen und bekam die Aufgabe, Lügen auf Lügen geneg die Jesuiten zu schmieden und zu veröffentlichen. 3. Listige Verfolgung. Man verfuhr, wie immer, so auch hier zunächst mit List. Man verletzte Ehre und guten Namen der Jesuiten durch die schamlosesten Verleumdungen und Betrügereien. In Portugal Pombal streute aus, sie hätten in ihren Reduktionen in Paraguay und Uruguay einen König, mit einem großen Heere, sie hätten duch Bedrückung der Indianer sich ungeheure Schätze erworben. – Beim Paapst wurden sie verleumdet, als wäre der Orden innerlich ganz zerfallen und bedürfe einer gründlichen Reform und einer eingehenden Visititation. 4. Die Verfolgung der Familie Tavora. Justizmord an dem Herzog Aveiro. Grausamkeit und Hinterlist Pombals. Während der Hinrichtung – sie dauerte 8 Stunden – schaute Pombal aus seinem Luftschlosse vergnügt dem blutigen Schauspiele zu. Die Kolbenschläfge wuredn den Opfern in Zwischenräumen gegeben, um die Qual zu verlängern. Pombal hatte Begnadigung der Mutter Tavoras gefürchtet, darum ließ er sie zuerst hinrichten; als dann die Begnadigung wirklich kam, war sie schon tot. – Diese Morde wurden ausgeführt ohne Beweis, auf ein bloßes, vielleicht gar selfsterfundenes Gerücht hin, um dann die Jesuiten als am Attentat mitschuldig hinstellen zu können. In der That wurden sie ohne Beweis einfach als Mitverschworene auf ewige Zeiten aus Portugal verbannt. 5. Gewaltsame Verfolgung gegen Eigentum. Die herrlichen Reduktionen in Südamerika wurden mitten in ihrer Blüte durch Portugal vernichtet. . | 1. Sovražniki jezuitov - posvetni ljudje. Na Portugalskem je bil smrtni sovražnik jezuitov markiz Pombal. Bil je ponosen novopečeni gospod in požrešen na domnevno velika posestva reda. Od kmečkega sina je postal minister, ki je zlorabljal zaupanje portugalskega kralja Jožefa Emanuela I., pozneje pa so mu morali soditi zaradi poneverbe denarja in ga je rešila smrti le kraljičina pomilostitev. 2. Prvorazredni požeruh jezuitov je bil tudi odpadli kapucin Peter Parisot. Pombal ga je (iz Francije) poklical na Portugalsko in mu dal za nalogo kovati in objavljati laži proti jezuitom. 3. Prepredeno preganjanje. Kot vedno so tudi tukaj uporabili zvijačnost. Čast in dobro ime jezuitov so njihovi sovražniki očrnili z najbolj nesramnimi klevetami in goljufijami. Na Portugalskem je Pombal širil govorice, da so imeli v svojih redukcijah v Paragvaju in Urugvaju kralja z veliko vojsko in da so si z zatiranjem Indijancev pridobili ogromne zaklade. – Pred papežem pa jih je obrekoval, češ da je red notranje popolnoma gnil in torej zahteva temeljito prenovo in natančno preiskavo (tj. izredno vizitacijo.) 4. Preganjanje družine Tavora. Sodni umor vojvoda Aveira. Pombalova krutost in zahrbtnost. Med usmrtitvijo (plemiške družine Tavora) - trajala je 8 ur - je Pombal veselo opazoval krvavi prizor s svoje visoke opazovalnice. Žrtvam so v presledkih (z železnim kijem) drobili posamezne ude, da bi podaljšali trpljenje in umiranje. Pombal se je zbal pomilostitve za Tavorino mater, zato jo je dal usmrtiti najprej; ko je pomilostitev dejansko prišla, je bila ona že mrtva.Ti umori so bili izvedeni brez dokazov, morda celo zgolj na podlagi nezanesljivih govoric, da bi potem lahko okrivili jezuite kot sokrivce za napad (na kralja Jožefa I.). Pravzaprav so jezuite s Portugalskega preprosto za vedno izgnali brez dokazov kot sozarotnike. 5. Nasilno preganjanje zoper lastnino. Čudovite redukcije v Južni Ameriki je sredi njihovega razcveta uničila Portugalska. |